# النائب العام في المكسيك
النائب العام في المكسيك أو النائب العام للجمهورية (بالإنجليزية: Attorney General of the Republic، بالإسبانية: Procurador General de la República) أو (PGR) هو رئيس مكتب النائب العام والوزارة العامة الإتحادية، مؤسسة تابعة للقسم التنفيذي في الحكومة الإتحادية وهي المسؤولة عن التحقيق والملاحقة القضائية في الجرام الإتحادية. يخضع المكتب تحت قوانين الدستور المكسيكي والقانون الأساسي لمكتب المدعي العام. ويعتبر النائب العام عضواً في مجلس الوزراء.
النائب العام الحالي آريلي غوميز غونزاليس، محامي وعضو في الحزب الثوري المؤسساتي (PRI) تقلد المنصب في 3 مارس، 2015.

## منصب النائب العام

### 2000 - الآن
- آريلي غوميز غونزاليس (27 فبراير، 2015 - الآن)
- خيسوس موريلو كرم (4 ديسمبر، 2012 - 27 فبراير، 2015)
- ماريسيلا موراليس (1 أبريل، 2011 - 4 ديسمبر، 2012)
- أرتورو تشافيز (24 سبتمبر، 2009 - 31 مارس، 2011)
- إيدواردو ميدينا مورا (1 ديسمبر، 2006 - 7 سبتمبر، 2009)
- دانييل كابيسا دي فاكا (28 أبريل، 2005 - 30 نوفمبر، 2006)
- رافاييل ماسيدو ديلا كونتشا (1 ديسمبر، 2000 - 27 أبريل، 2005)

## الطائرات
يمتلك مكتب النائب العام عدة طائرات مجنحة ومروحية حيث تمت مصادرتها أثناء عمليات مكافحة المخدرات:
- 26 Bell UH-1H
- 7 بيل 212
- 1 بيل 407
- 11 Schweizer 333

## وصلات خارجية
- (بالإسبانية) الموقع الرسمي للنائب العام